# Platylomella lescurii
Platylomella lescurii là một loài Rêu trong họ Amblystegiaceae. Loài này được (Sull.) A.L. Andrews miêu tả khoa học đầu tiên năm 1950.